# St. Peter und Paul (Wiesenfeld)

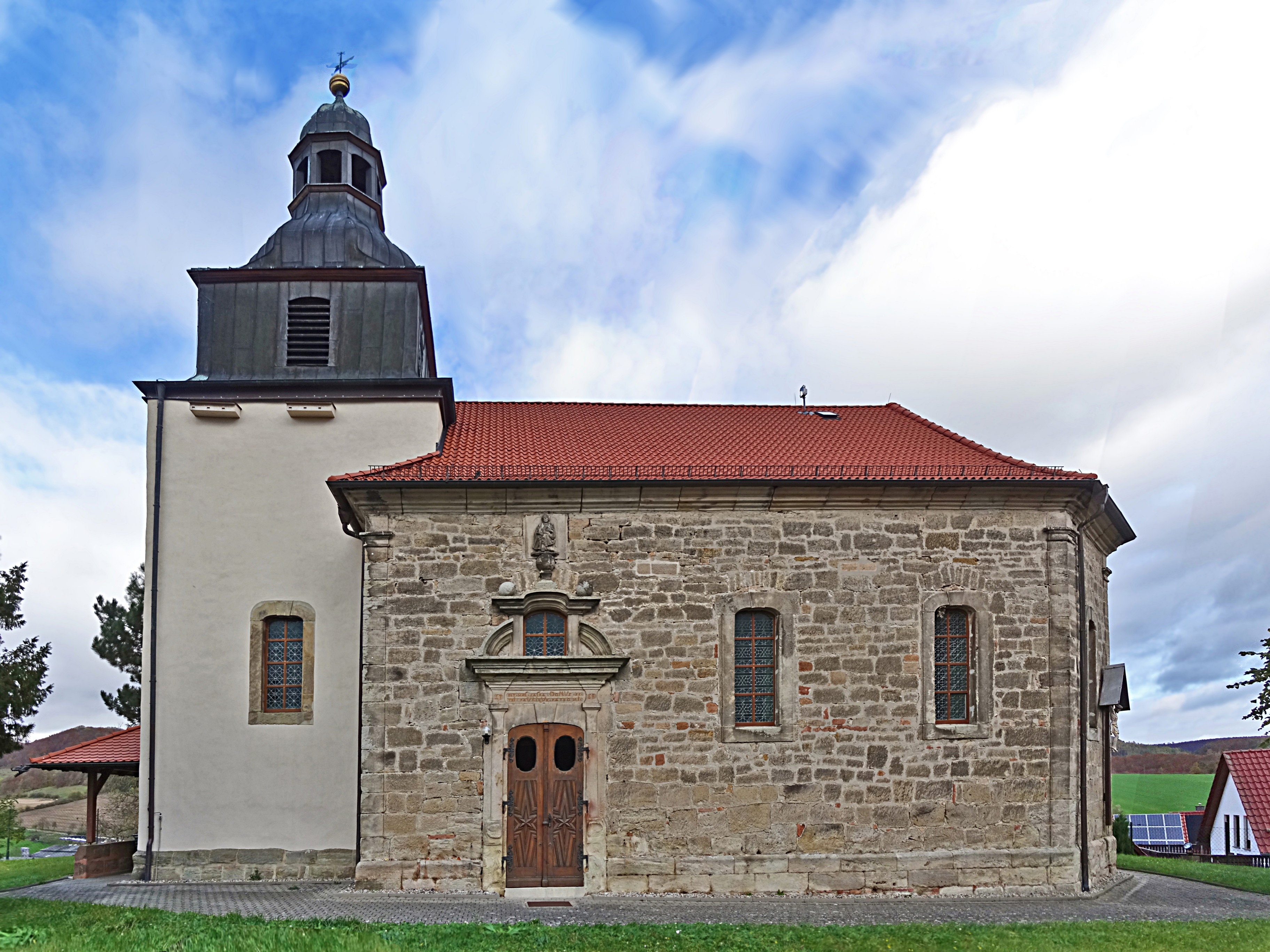
Römisch-katholische Kirche St. Peter und Paul in Wiesenfeld

Die römisch-katholische Filialkirche St. Peter und Paul steht in Wiesenfeld im thüringischen Landkreis Eichsfeld. Sie ist Filialkirche der Pfarrei St. Philippus und Jakobus Ershausen im Dekanat Dingelstädt des Bistums Erfurt. Sie trägt das Patrozinium Peter und Paul.

## Geschichte
Die heutige Kirche wurde 1768 errichtet und geht in Teilen vermutlich auf einen Bau von 1560 zurück. Von 1983 bis 1985 wurde die Kirche zuletzt restauriert.

## Architektur

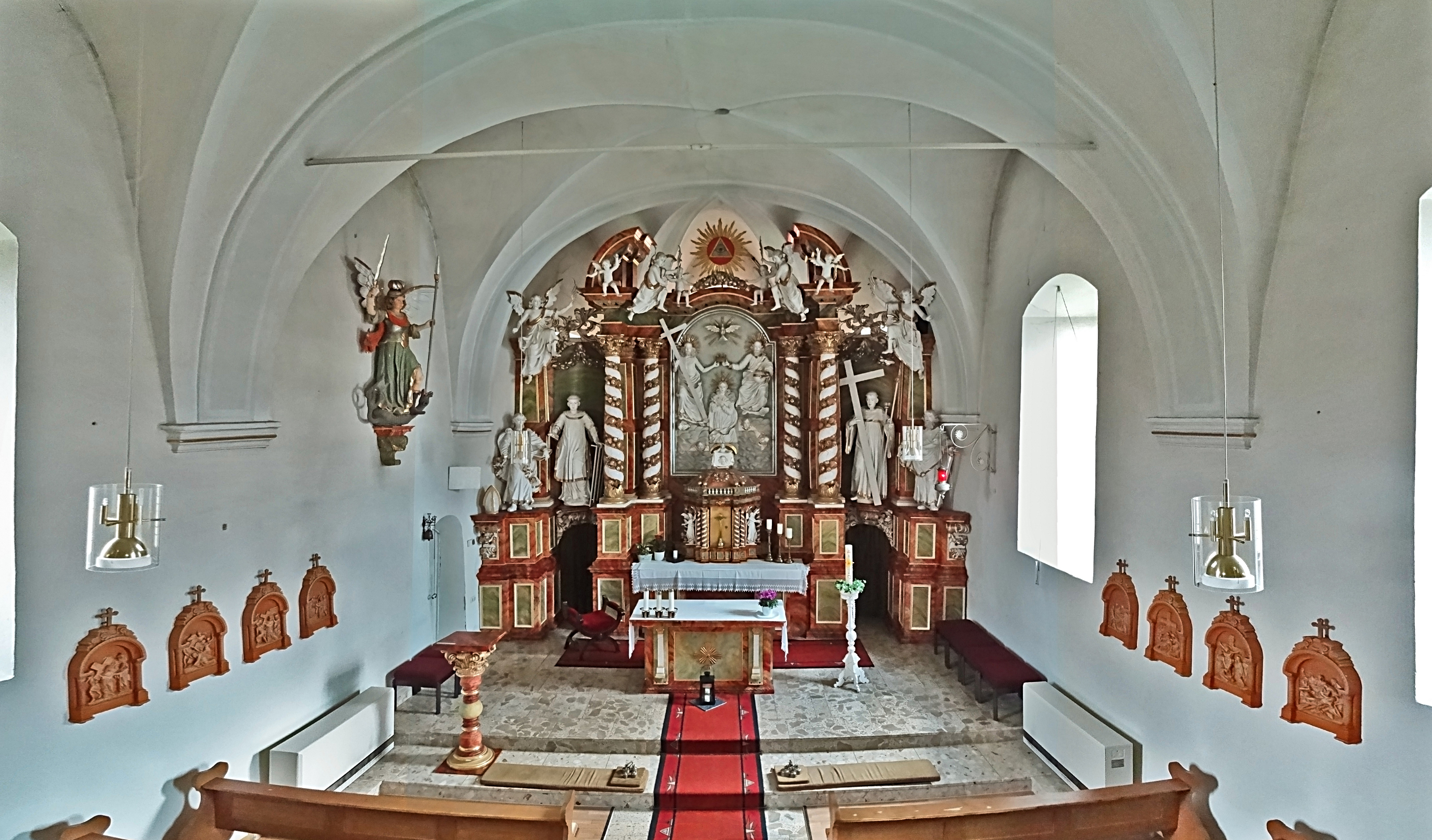
Innenansicht

Das Kirchenschiff ist rechteckig und hat einen polygonalen Chor im Osten. Der Turm ist schmaler als des Kirchenschiff und hatte ursprüngliche eine Schiefereindeckung, die durch eine Kupfereindeckung ersetzt wurde. Das Südportal zum Dorf hin ist aufwendig gestaltet mit Architrav und gebrochenem Giebelbogen. Bekrönt ist das Portal mit einer Christus-Salvator-Darstellung. Die Decke des Kirchenschiffs ist ein Kreuzgratgewölbe.

## Ausstattung

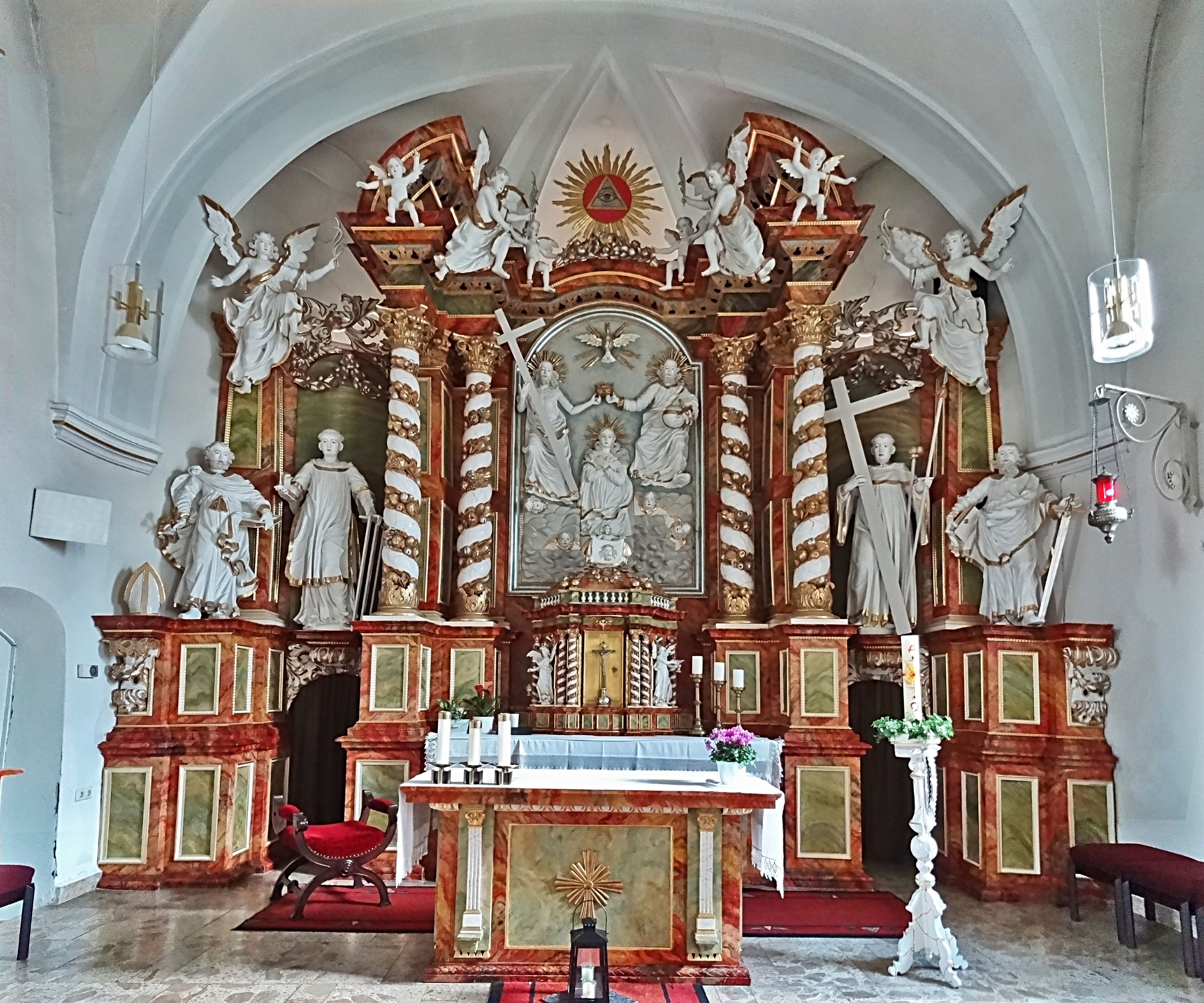
Hoch- und Volksaltar

Der Taufstein stammt aus dem 17. Jahrhundert. Der barocke Hochaltar stammt ursprünglich aus dem Zisterzienserinnenkloster Anrode und wurde 1703 geschaffen. Bei der Restaurierung 1983 bis 1985 wurde die Figurenanordnung des Altars leicht verändert. In der Mitte ist die Krönung Mariens zu sehen. Links und Rechts davon stehen der heilige Laurentius von Rom, ursprünglich eine Darstellung des heiligen Benedikt, der heilige Bernhard von Clairvaux, sowie ganz außen die beiden Kirchenpatrone die Apostel Petrus und Paulus.